# Публий Корнелий Лентул (претор 214 пр.н.е.)
Вижте пояснителната страница за други личности с името Публий Корнелий Лентул.
Публий Корнелий Лентул (на латински: Publius Cornelius Lentulus) е римски сенатор, политик и военен.
Произлиза от клон Лентул на фамилията Корнелии. Вероятно е син на Публий Корнелий Лентул Кавдин.
През 214 пр.н.е. е претор. След това през 212 пр.н.е. е пропретор в Западна Сицилия. През 201 пр.н.е. е против приемането на мирно споразумение с Картаген, което според историците по-късно е измислено. През 189 пр.н.е. е пратеник при Антиох III Велики, царят на селевкидите.